# Corte Suprema de Burundi
La Corte Suprema de Justicia de Burundi (en francés: Cour Suprême) es el máximo tribunal en materia de derecho civil y penal de Burundi.

## Estructura
La Corte Suprema está conformada por nueve miembros en total, incluyendo al Presidente de la Corte. Los miembros de la Corte son designados por el Presidente de la República de Burundi, a propuesta del Ministro de Justicia y con el asesoramiento de la Comisión de la Carrera Judicial, teniendo en cuenta la previa aprobación del Senado.
La forma actual de la Corte Suprema se estableció desde su fundación en 1962, cuando el país obtuvo su Independencia.Su forma actual está regulada por la Ley de 25 de febrero de 2005. Está compuesto por tres cámaras que se conocen colectivamente como Cámaras Unidas (en francés: chambres réunies):
- Cámara Judicial (en francés: Chambre Judiciaire);
- Cámara Administrativa (en francés: Chambre Administrative);
- Cámara de Casación (en francés: Chambre de Cassation).

La Cámara Judicial se subdivide en dos secciones: una Sección de Primera Instancia (en francés: Sección du Premier Degré) y una Sección de Apelación (en francés: Sección d'appel). Se adjunta el Ministerio Público Nacional.
Su papel se encuentra regulado en la Constitución de Burundi por el Título VIII, del Poder Judicial, Apartado 3, de la Corte Suprema, artículos 227-230.

## Funciones
Según el Artículo 230 de la Constitución, «Una ley orgánica especifica la composición, la organización, la jurisdicción y el funcionamiento de la Corte Suprema, así como el procedimiento aplicable ante ella»; sin embargo, en el Artículo 156 de la Constitución se señala que entre las funciones de la Corte Suprema se halla investigar a los miembros de la Asamblea Nacional y del Senado.
Por otra parte, la Corte Suprema puede reunirse junto con la Corte Constitucional, constituyendo el Tribunal Superior de Justicia, que tiene poderes especiales, como la capacidad de juzgar a un presidente en ejercicio o a ministros del gobierno por traición.

## Historia
La Corte se estableció tras la Independencia de Burundi en 1962, originalmente bajo la denominación de Corte de Casación (en francés: Cour de Cassation). Al crearse se estableció que tendría jurisdicción retroactiva, por lo cual uno de los primeros casos que investigó fue el del asesinato del primer ministro Louis Rwagasore el 13 de octubre de 1961; aunque los autores materiales e intelectuales fueron condenados cadena perpetua bajo el gobierno colonial belga, la nueva Corte (influenciada por la administración de la Unión para el Progreso Nacional) determinó que fueran condenados a muerte.

## Listado de Presidentes
Listado de quienes han ocupado la presidencia de la corporación desde su fundación:
- André Masunzu (1963).[8]
- Alois Malorerwa (1964).[3]
- José Bukera (1967-1974).[9][3]
- Gaétan Rugambara (1974-1976).[10][11]
- Vicente Ndikumasabo (1977).[12]
- Pasteur Nzinahora  (1978–1987).[13]
- Juvénal Njinyari (1981).[14]
- Gérard Buyoya (1988-1989).[15][16]
- Thérence Sinunguruza (1990).[8]
- Timothée Bisumbagutira (1995).[17][18]
- Juvenal Njinyari (1995).[8]
- Salvator Seromba (1995–1998).[19][20][21][22]
- Adrien Nyankiye (1996).[23]
- Ladislas Ndayisenga (1998).[8]
- Timothée Bisumbagutira (1999).[17][18]
- Adrián Nyankiye (2000-2005).[24][25][26][27]
- Ancilla Ntakaburimvo (2006-2011).[25][28][29][30]
- Jean-Marie Ngendanzi (2011).[31][32]
- Emmanuel Jenje (2012-2014).[33][34]
- Sylvestre Mpawenayo (2015-2016).[35][36][37]
- François Nkezabahizi (2016-2019).[38][39]
- Emmanuel Gateretse (28 de octubre de 2019–).[40]